# Niszczewy
Niszczewy – wieś w Polsce położona w województwie kujawsko-pomorskim, w powiecie aleksandrowskim, w gminie Waganiec.
W latach 1954–1961 wieś należała i była siedzibą władz gromady Niszczewy, po jej zniesieniu w gromadzie Zbrachlin. W latach 1975–1998 miejscowość administracyjnie należała do województwa włocławskiego. Wieś sołecka – zobacz jednostki pomocnicze gminy Waganiec w BIP.
Według Narodowego Spisu Powszechnego (III 2011 r.) liczyły 243 mieszkańców. Są szóstą co do wielkości miejscowością gminy Waganiec.

## Historia
Według regestru poborowego z lat 1557-1566, wieś Niesczewi należała do parafii Koneczko (Koneck), była własnością Nieszczewskich, miała 4 łany kmiece i 4 zagrodników (Pawiński,Kod. Wielkop. t.II s.5). W 1827 r. było tu 20 domów i 141 mieszkańców. Jak podaje Słownik był tu podobno dawniej kościół parafialny.
Niszczewy, w dokumentach Nieszczewo, to w wieku XIX, wieś i folwark w powiecie nieszawskim, gminie Bądkowo, parafii Zbrachlin, odległy 5 wiorst (około 5,3 km) od Nieszawy. W roku 1885 folwark Niszczewy z nomenklaturą Janów, wsiami: Niszczewy, Michalin i Wiktorów, posiadał rozległość mórg 1167 (około 653,5 ha), w tym: gruntów ornych i ogrodów mórg 664, łąk mórg 27, pastwisk mórg 161, lasów mórg 249, nieużytków mórg 66, budynków murowanych 11, z drzewa 28, stosowano płodozmian 9-polowy.
Wsie folwarczne
- wieś Niszczewy osad 21, z gruntem mórg 21
- wieś Michalin osad 15, z gruntem mórg 262
- wieś Wiktorów osad 18, z gruntem mórg 312[7]

W miejscowości był przystanek kolei wąskotorowej Niszczewy.